# Université de l'Écosse de l'Ouest
L'université de l'Écosse de l'Ouest est une université publique écossaise située à Paisley.

## Historique
Sa création résulte de la fusion du Bell College avec l'université de Paisley le 1er août 2007.

## Composantes
L'université est structurée en 8 composantes :
- Département de commerce
- Département d'informatique
- Département d'éducation
- Département de Science
- Département d'ingénierie
- Département des industries de la création et de la culture
- Département de la santé et de formation d'infirmières
- Département de sciences sociales